# Idaea cosymbiata
Idaea cosymbiata là một loài bướm đêm trong họ Geometridae.